# خوزه جونیور ماتوویلا
خوزه جونیور ماتوویلا (انگلیسی: José-Junior Matuwila؛ زادهٔ ۲۰ سپتامبر ۱۹۹۱) بازیکن فوتبال اهل آنگولا است.
از باشگاه‌هایی که در آن بازی کرده‌است می‌توان به باشگاه فوتبال انرژی کوتبوس اشاره کرد.
وی همچنین در تیم ملی فوتبال آنگولا بازی کرده‌است.